# Heempark Genk
De vzw Heempark Genk is een organisatie die in 1991 werd opgezet om te voorzien in natuur- en milieueducatie in de stad Genk, en om een heempark in te richten: Een kleinschalig model van het voormalige agrarische landschap. Dit heempark bevindt zich aan Hoogzij 7 te Genk.

## Geschiedenis
De organisatie werd opgericht toen de gemeente Genk 5 ha grond in de Dorpsbeekvallei aankocht om het Molenvijverpark uit te breiden. De vereniging richtte daar een heempark in. Toen het aantal bezoekers toenam werd daar ook het Milieu- en Natuurcentrum Heempark (MNCH) gevestigd. Oorspronkelijk was dit gehuisvest in een bestaande woning, om in 2003 te worden uitgebreid en gemoderniseerd.

## Heden
In het gebied is een aantal thematische heemtuinen ingericht, en wel:
- Kruidentuin: Keukenkruiden
- Kruidentuin: Geneeskrachtige kruiden
- Bijentuin met bijenstal
- Noten- en fruittuin
- Bessentuin
- Door de jeugdafdeling Groene Gaaien aangelegde tuin
- Tuin met veld- en nijverheidsgewassen
- Moestuin
- Vier-seizoenentuin
- Geurtuin
- Varentuin
- Moerastuin
- Pompoenentuin
- Boerenbloementuin (2007)

Daarnaast is er een speeltuin en een kinderboerderij.
Het Heempark sluit tevens aan bij de Kattevennen en het Nationaal Park Hoge Kempen.